# Carex trichocarpa
Carex trichocarpa är en halvgräsart som beskrevs av Henry Ernest Muhlenberg och Carl Ludwig von Willdenow. Carex trichocarpa ingår i släktet starrar, och familjen halvgräs. Inga underarter finns listade i Catalogue of Life.